# Croton grangerioides
Croton grangerioides là một loài thực vật có hoa trong họ Đại kích. Loài này được Bojer ex Baill. mô tả khoa học đầu tiên năm 1861.